# Gare de Porpác
La gare de Porpác (en hongrois : Porpác vasútállomás) est une halte ferroviaire hongroise, située à Porpác.